# Una noia anomenada Katy Tippel
Una noia anomenada Katy Tippel (títol original en neerlandès: Keetje Tippel) és una pel·lícula neerlandesa dirigida per Paul Verhoeven, estrenada el 1975. És l'adaptació de la novel·la Keetje trottin de l'autor holandès Neel Doff. Aquesta pel·lícula ha estat doblada al català.

## Argument
A segle xix, Katie Tippel s'instal·la amb la seva família als afores d'Amsterdam.

## Repartiment
- Monique van de Ven: Keetje Tippel
- Rutger Hauer: Hugo
- Andrea Domburg: mare de Keetje
- Hannah de Leeuwe: Mina, Germana de Keetje
- Jan Blaaser: pare de Keetje
- Eddie Brugman: Andre
- Peter Faber: George
- Mart Gevers
- Riet Henius
- Walter Kous: Pierre
- Tonny Popper
- Jan Retèl
- Fons Rademakers: Klant
- Riek Schagen
- Carry Tefsen